# Phrynobatrachus ogoensis
Phrynobatrachus ogoensis är en groddjursart som först beskrevs av George Albert Boulenger 1906.  Phrynobatrachus ogoensis ingår i släktet Phrynobatrachus och familjen Phrynobatrachidae. IUCN kategoriserar arten globalt som otillräckligt studerad. Inga underarter finns listade i Catalogue of Life.